# Pavel Hůla
Pavel Hůla (23 tháng 1 năm 1952 - 7 tháng 12 năm 2021) là một nghệ sĩ vĩ cầm, nhạc trưởng và là giảng viên âm nhạc người Séc.

## Sự nghiệp
Hůla đã trở thành người chiến thắng trong Cuộc thi vĩ cầm Kocian ở Ústí nad Orlicí (1963 và 1964) và là người đoạt giải của cuộc thi radio Concertino Praga ở hạng mục tma tấu piano năm 1969. Ông tốt nghiệp Trường Âm nhạc của Học viện Nghệ thuật Biểu diễn ở Praha và hoàn thành khóa học sau đại học về âm nhạc thính phòng với các lớp chuyên môn của Antonín Kohout và Vladimir Malinin ở Weimar.
Ông đã có một sự nghiệp cống hiến cho âm nhạc độc tấu và thính phòng. Trong gần ba thập kỷ (1972– 2000), ông là chỉ huy trưởng hàng đầu của Nhóm độc tấu thính phòng Praha. Từ năm 1975, ông là bè trưởng của tứ tấu Kocian với hơn 3000 buổi hòa nhạc ở 32 quốc gia và nhận được nhiều giải thưởng. Từ năm 2001, ông cũng là giám đốc nghệ thuật của dàn nhạc thính phòng Praga Camerata do bản thân sáng lập.
Vào mùa xuân năm 2010, ông đã thay Václav Remeštư với tư cách là người sáng lập của tứ tấu dây Pražák. Vào năm 2015, ông được thay thế bởi Jana Vonášková-Nováková cũng vì lý do sức khỏe.
Ông cũng tham gia cống hiến cho âm nhạc với tư cách là chỉ huy trưởng từ năm 2006 là giáo sư tại Khoa Nhạc cụ dây của Trường Âm nhạc tại Học viện Nghệ thuật Biểu diễn ở Praha. Ông sở hữu một cây vĩ cầm cổ quý hiếm, một nhạc cụ do Mathias Albani chế tạo vào năm 1696, mà Jaroslav Kocian đã chơi khi còn trẻ.
Hůla qua đời vào ngày 7 tháng 12 năm 2021 ở tuổi 69.